# Honda CB125F
Honda CB125F je motocykl kategorie naked bike, vyrobený firmou Honda. Jde o náhradu motocyklu Honda CBF 125. Je vyráběná od roku 2015.

## Technické parametry
- Suchá hmotnost: 128 kg
- Maximální rychlost: 110 km/h
- Spotřeba paliva: 1,9 l/100 km